# Trollhof
Trollhof ist eine Ansiedlung des Ortsteils Losten der Gemeinde Bad Kleinen im Landkreis Nordwestmecklenburg in Mecklenburg-Vorpommern.
Die aus wenigen Gebäuden mit den Hausnummern 1 bis 9 bestehende Siedlung liegt rund 700 Meter südlich von Losten und 1500 Meter nördlich von Bad Kleinen. Sie ist über eine Stichstraße zu erreichen. Die Häuser stehen an einem Hang, der nach Osten zur Bahnstrecke Ludwigslust–Wismar und dem direkt dahinter liegenden Lostener See mit dem Wallensteingraben abfällt.

## Nachweise
1. ↑  Geodatenviewer des Amtes für Geoinformation, Vermessungs- und Katasterwesen Mecklenburg-Vorpommern (Hinweise)